# Werner Gimm
Werner August Richard Gimm (* 20. März 1917 in Elgersburg; † 17. Dezember 1977 in Zschadraß) war ein deutscher Ingenieur für Geotechnik. Der Nationalpreisträger war Professor für Geomechanik sowie Gründungsdirektor der Sektion Geotechnik und Bergbau an der Bergakademie Freiberg.

## Leben
Als Sohn des Elgersburger Lehrers Otto Gimm (1890–1958), der sich intensiv mit der Geologie und Paläobotanik seiner Heimat beschäftigte, nahm Werner Gimm nach Abschluss des Ilmenauer Gymnasiums ein Studium an der Bergakademie Freiberg auf.
Nach Beendigung des Studiums arbeitete er kurzzeitig als Gutachter für das Flussspatbergwerk Pluto bei Langewiesen. Am 10. März 1948 wurde Gimm an der Bergakademie Freiberg bei Georg Spackeler mit der Arbeit Die magmatischen Lagerstätten des Thüringer Waldes promoviert. Am 17. September 1951 trat Gimm eine Stelle als Technischer Direktor und stellvertretender Werkleiter des Kaliwerkes Bleicherode an. Im August 1954 folgte er einem Ruf an die Bergakademie und übernahm den 2. Lehrstuhl für Bergbaukunde – Tiefbau am Institut für Bergbaukunde. Am 1. Januar 1959 übernahm Gimm zudem als kommissarischer Fachrichtungsleiter die Leitung der neu gebildeten und dem Dekan der Fakultät für Bergbau und 
Hüttenwesen unmittelbar unterstellten Abteilung Tiefbohrtechnik. 1963 initiierte Gimm mit dem „Geomechanik-Kolloquium“ eine nationale Tagung zur Gebirgs- und Felsmechanik, die sich seither zu einer jährlichen internationalen Fachtagung entwickelt hat. 
Im Jahre 1968 übernahm Gimm den neu geschaffenen Lehrstuhl für Geomechanik an der Bergakademie und wurde zugleich zum Gründungsdirektor der neuen Sektion Geotechnik und Bergbau ernannt. Mit Beginn des Studienjahres 1968/69 wurde unter Gimms Leitung die Ausbildung in der neuen Fachrichtung Geotechnik/Ingenieurgeologie aufgenommen. Das Amt des Direktors der Sektion Geotechnik und Bergbau nahm er bis 1972 wahr. Bis zu seinem frühen Tod prägte Gimm in wesentlichen Zügen das Lehr- und Forschungsprofil des heutigen Lehrstuhls für Gebirgs- und Felsmechanik / Felsbau.
Die bedeutendsten Forschungsprojekt unter Gimms Leitung war die 1963 mit dem Nationalpreis geehrte Forschungsgemeinschaft Mineralgebundene Gase zur Erkennung und Verhinderung von Gasausbrüchen im Kalibergbau sowie das Technische Grundkonzept für das Pumpspeicherwerk Markersbach. Des Weiteren entstanden Forschungsarbeiten zum Kali-, Steinsalz-, Erz-, Spat- und Kupferschieferbergbau sowie zu wasserwirtschaftlichen Dammkonstruktionen, die unter seinen Nachfolgern Dietrich Rotter und Tilo Döring fortgesetzt wurden.
Werner Gimm war Mitglied der SED. Neben Monographien veröffentlichte Gimm u. a. mehrere Aufsätze zur Würdigung seines Doktorvaters Georg Spackeler.

## Auszeichnungen
- 1963: Nationalpreis der DDR II. Klasse für Wissenschaft und Technik (Forschungsgemeinschaft Mineralgebundene Gase, zus. mit Klaus Thoma, Günter Duchrow u. Udo Winter)

## Publikationen (Auswahl)
- Die magmatischen Lagerstätten des Thüringer Waldes, Dissertation, Freiberg 1947
- zus. mit Herbert Pforr: Gebirgsschläge im Kalibergbau unter Berücksichtigung von Erfahrungen des Kohlen- und Erzbergbaus, Freiberger Forschungshefte A 173, Akademie-Verlag, Berlin 1961 (Digitalisat)
- zus. mit Dietrich Eckart u. Klaus Thoma: Plötzliche Ausbrüche von Gestein und Gas im Bergbau, Deutscher Verlag für Grundstoffindustrie, Leipzig 1966
- Die Wahl der Abbauverfahren und der Abbauführung, Lehrbrief, Bergakademie Freiberg 1969
- Bergbau, Tiefbau, Lehrbrief, Bergakademie Freiberg 1969